# Trophée Ramón de Carranza
Pour les articles homonymes, voir Carranza.
Le Trophée Ramón de Carranza est organisé par le club de football espagnol Cádiz CF, en mémoire de son ancien président : Ramón de Carranza. Le stade du Cádiz CF est nommé aussi Carranza.
Ce tournoi est disputé annuellement en août, depuis 1955.
L'Atlético de Madrid est le club le plus titré dans l'histoire de la compétition avec onze victoires. Le Club Atlético de Madrid est le tenant du titre.

## Palmarès
| Édition      | Année | Vainqueur                   | Finaliste               | 3e place                          | 4e place                          |
| I (1)        | 1955  | FC Séville                  | Atlético Portugal       | —                                 | —                                 |
| II (2)       | 1956  | FC Séville                  | Atlético Madrid         | —                                 | —                                 |
| III (3)      | 1957  | FC Séville                  | Athletic Bilbao         | RC Paris                          | Belenenses                        |
| IV (4)       | 1958  | Real Madrid                 | FC Séville              | Austria Vienne                    | AS Roma                           |
| V (5)        | 1959  | Real Madrid                 | FC Barcelone            | AC Milan                          | Standard de Liège                 |
| VI (6)       | 1960  | Real Madrid                 | Athletic Bilbao         | Stade de Reims                    | Eintracht Francfort               |
| VII (7)      | 1961  | FC Barcelone                | Peñarol                 | River Plate                       | Atlético Madrid                   |
| VIII (8)     | 1962  | FC Barcelone                | Real Saragosse          | Inter Milan                       | San Lorenzo                       |
| IX (9)       | 1963  | Benfica                     | AC Fiorentina           | FC Barcelone                      | Valence CF                        |
| X (10)       | 1964  | Real Betis                  | Benfica                 | Real Madrid                       | Boca Juniors                      |
| XI (11)      | 1965  | Real Saragosse              | Benfica                 | CR Flamengo                       | Real Betis                        |
| XII (12)     | 1966  | Real Madrid                 | Torino Calcio           | Real Saragosse                    | SC Corinthians                    |
| XIII (13)    | 1967  | Valence CF                  | Real Madrid             | Peñarol                           | Vasco de Gama                     |
| XIV (14)     | 1968  | Atlético Madrid             | FC Barcelone            | Real Madrid                       | Valence CF                        |
| XV (15)      | 1969  | SE Palmeiras                | Real Madrid             | Estudiantes de La Plata           | Atlético Madrid                   |
| XVI (16)     | 1970  | Real Madrid                 | CA Independiente        | AC Milan                          | Athletic Bilbao                   |
| XVII (17)    | 1971  | Benfica                     | Peñarol                 | Valence CF                        | Atlético Madrid                   |
| XVIII (18)   | 1972  | Athletic Bilbao             | Benfica                 | Botafogo                          | Bayern Munich                     |
| XIX (19)     | 1973  | RCD Espanyol                | Athletic Bilbao         | Ajax Amsterdam                    | Juventus FC                       |
| XX (20)      | 1974  | SE Palmeiras                | RCD Espanyol            | FC Barcelone                      | Santos FC                         |
| XXI (21)     | 1975  | SE Palmeiras                | Real Madrid             | Dynamo Moscou                     | Real Saragosse                    |
| XXII (22)    | 1976  | Atlético Madrid             | Athletic Bilbao         | SE Palmeiras                      | Nacional Montevideo               |
| XXIII (23)   | 1977  | Atlético Madrid             | Inter Milan             | Vasco de Gama                     | Cádiz CF                          |
| XIV (24)     | 1978  | Atlético Madrid             | River Plate             | Valence CF                        | Bologne FC                        |
| XXV (25)     | 1979  | CR Flamengo                 | Újpesti Dózsa           | FC Barcelone                      | Cádiz CF                          |
| XXVI (26)    | 1980  | CR Flamengo                 | Real Betis              | FC Dinamo Tbilissi                | Cádiz CF                          |
| XXVII (27)   | 1981  | Cádiz CF                    | FC Séville              | CSKA Sofia                        | SE Palmeiras                      |
| XXVIII (28)  | 1982  | Real Madrid                 | Real Sociedad           | Real Betis                        | Cádiz CF                          |
| XIX (29)     | 1983  | Cádiz CF                    | Real Betis              | Peñarol                           | Levski Sofia                      |
| XXX (30)     | 1984  | Sporting Gijón              | Athletic Bilbao         | Cádiz CF                          | FC Barcelone                      |
| XXXI (31)    | 1985  | Cádiz CF                    | Gremio de Porto Alegre  | FC Séville                        | FK Sarajevo                       |
| XXXII (32)   | 1986  | Cádiz CF                    | Real Betis              | Botafogo                          | Sporting CP                       |
| XXXIII (33)  | 1987  | Vasco de Gama               | Cádiz CF                | Nacional de Montevideo            | FC Séville                        |
| XXXIV (34)   | 1988  | Vasco de Gama               | Atlético Madrid         | Cádiz CF                          | Peñarol                           |
| XXXV (35)    | 1989  | Vasco de Gama               | Nacional de Montevideo  | Atlético Madrid                   | Cádiz CF                          |
| XXXVI (36)   | 1990  | Atlético Mineiro            | Santos FC               | Cádiz CF                          | Atlético Madrid                   |
| XXXVII (37)  | 1991  | Atlético Madrid             | Cádiz CF                | Atlético Mineiro                  | FC Séville                        |
| XXXVIII (38) | 1992  | São Paulo FC                | Real Madrid             | PSV Eindhoven                     | Cádiz CF                          |
| XXXIX (39)   | 1993  | Cádiz CF                    | SE Palmeiras            | Atlético Madrid                   | São Paulo FC                      |
| XL (40)      | 1994  | Cádiz CF                    | FC Séville              | Real Madrid                       | SSC Naples                        |
| XLI (41)     | 1995  | Atlético Madrid             | Real Betis              | Cádiz CF                          | Real Saragosse                    |
| XLII (42)    | 1996  | SC Corinthians              | Real Betis              | Atlético Celaya                   | Cádiz CF                          |
| XLIII (43)   | 1997  | Atlético Madrid             | CD Tenerife             | SC Corinthians                    | Cádiz CF                          |
| XLIV (44)    | 1998  | Deportivo La Corogne        | Cádiz CF                | Sampdoria                         | Real Betis                        |
| XLV (45)     | 1999  | Real Betis                  | SS Lazio                | Cádiz CF                          | Vasco de Gama                     |
| XLVI (46)    | 2000  | Real Betis                  | Cádiz CF                | —                                 | —                                 |
| XLVII (47)   | 2001  | Real Betis                  | Málaga CF               | Celta Vigo                        | Cádiz CF                          |
| XLVIII (48)  | 2002  | RCD Majorque                | Valence CF              | Real Betis                        | Cádiz CF                          |
| XLIX (49)    | 2003  | Atlético Madrid             | Málaga CF               | Real Betis                        | Cádiz CF                          |
| L (50)       | 2004  | FC Séville                  | Valence CF              | Cádiz CF                          | SS Lazio                          |
| LI (51)      | 2005  | FC Barcelone                | Cádiz CF                | SC Braga                          | FC Séville                        |
| LII (52)     | 2006  | Cádiz CF                    | Real Betis              | Villarreal CF                     | Real Madrid                       |
| LIII (53)    | 2007  | Real Betis                  | Real Saragosse          | Real Madrid                       | Cádiz CF                          |
| LIV (54)     | 2008  | FC Séville                  | Cádiz CF                | Athletic Bilbao                   | Villarreal CF                     |
| LV (55)      | 2009  | FC Séville                  | Deportivo La Corogne    | Cádiz CF                          | Valence CF                        |
| LVI (56)     | 2010  | RCD Espanyol                | Atlético Madrid         | FC Séville                        | Cádiz CF                          |
| LVII (57)    | 2011  | Cádiz CF                    | Málaga CF               | Udinese Calcio                    | Sporting CP                       |
| LVIII (58)   | 2012  | CD Nacional                 | Rayo Vallecano          | Osasuna                           | Cádiz CF                          |
| LIX (59)     | 2013  | FC Séville                  | Moghreb Tétouan         | Cádiz CF                          | —                                 |
| LX (60)      | 2014  | Atlético Madrid             | Sampdoria               | FC Séville                        | Cádiz CF                          |
| LXI (61)     | 2015  | Atlético Madrid             | Real Betis              | Grenade CF                        | Cádiz CF                          |
| LXII (62)    | 2016  | Màlaga CF                   | Cádiz CF                | Atlético Madrid                   | Nigeria All Stars                 |
| LXIII (63)   | 2017  | UD Las Palmas               | Màlaga CF               | Villarreal CF                     | Cádiz CF                          |
| LXIV (64)    | 2018  | Real Betis                  | Las Palmas              | Cádiz                             | —                                 |
| LXV (65)     | 2019  | Athletic Bilbao (féminines) | Tottenham Hotspur Women | Real Betis (féminines) / CD Tacón | Real Betis (féminines) / CD Tacón |
| LXVI (66)    | 2021  | Cádiz CF                    | Atlético de Madrid      | —                                 | —                                 |
| LXVII (67)   | 2022  | Atlético de Madrid          | Cádiz CF                | —                                 | —                                 |

## Titres par club
- Atlético de Madrid (11 titres) : 1968, 1976, 1977, 1978, 1991, 1995, 1997, 2003, 2014, 2015, 2022
- Cádiz CF (9 titres) : 1981, 1983, 1985, 1986, 1993, 1994, 2006, 2011, 2021
- FC Séville (7 titres) : 1955, 1956, 1957, 2004, 2008, 2013
- Real Madrid (6 titres) : 1958, 1959, 1960, 1966, 1970, 1982
- Real Betis (6 titres) : 1964, 1999, 2000, 2001, 2007,2018
- FC Barcelone (3 titres) : 1961, 1962, 2005
- SE Palmeiras (3 titres) : 1969, 1974, 1975
- Vasco da Gama (3 titres) : 1987, 1988, 1989
- RCD Espanyol (2 titre) : 1973, 2010
- Benfica Lisbonne (2 titres) : 1963, 1971
- Flamengo (2 titres) : 1979, 1980
- Real Saragosse (1 titre) : 1965
- Valence CF (1 titre) : 1967
- Athletic Bilbao (1 titre) : 1972
- Sporting de Gijón (1 titre) : 1984
- Atlético Mineiro (1 titre) : 1990
- São Paulo Futebol Clube (1 titre) : 1992
- SC Corinthians Paulista (1 titre) : 1996
- Deportivo La Corogne (1 titre) : 1998
- RCD Majorque (1 titre) : 2002
- CD Nacional (1 titre) : 2012
- Màlaga CF (1 titre) : 2016
- UD Las Palmas (1 titre) : 2017